# Thessalon
Thessalon [ˈtɛsələn] ist eine Kleinstadt in der kanadischen Provinz Ontario mit etwas mehr als 1.200 Einwohnern.

## Lage
Thessalon liegt 80 Kilometer östlich von Sault Ste. Marie im Süden des Algoma District. Die Stadt befindet sich an der Nordküste des Huronsees unmittelbar hinter einer kleinen Halbinsel, die im Osten und Westen der Stadt in zwei Buchten ausläuft.
Der Thessalon River fließt zentral durch die Stadt und mündet östlich der Halbinsel in den Huronsee. Die Stadt selber liegt an der Kreuzung der Highways 17 und 129 und wird als „Gateway to the Mississagi Valley“ (dt.: „Tor zum Mississagital“) bezeichnet, nach dem Tal eines Flusses, der östlich der Stadt verläuft.

## Geschichte
Die Geschichte der Gemeinde begann im späten 19. Jahrhundert mit der Eingemeindung der Stadt im Jahre 1892. Das Gebiet wurde ungefähr einhundert Jahre zuvor als potentieller Bauort für ein britisches Fort erschlossen. Schließlich wurde jedoch die Südspitze der benachbarten Insel St. Joseph Island ausgewählt. Der Wert der Umgebung von Thessalon wurde jedoch erkannt. Nach der Vermessung des Gebiets durch die Thompson-Brüder aus Québec im Jahre 1869 wurde beschlossen, dass es ideal für die Forstwirtschaft sei. Ein Jahr später wurden hier die ersten Bäume gefällt und die Stadt begann zu wachsen. Nathaniel Dyment aus Barrie wird häufig als Gründer der Stadt benannt. Er kam 1872 mit Maschinen an diesen Ort, um eine Sägemühle zu errichten. Das Ergebnis seiner Bemühungen soll die erste dampfbetriebene Sägemühle der Nordküste des Sees gewesen sein.
Während des 20. Jahrhunderts entwickelten sich die Fischfangindustrie, Landwirtschaft, Fertigungsindustrien, der Bergbau und der Tourismus.
Der Tourismus bildet heutzutage eine der Haupteinnahmequellen der Stadt. Die ausgezeichnete Lage am Huronsee zieht Angler, Segler, Camper und Naturliebhaber an. Die Stadt verfügt außerdem über einen öffentlichen Strand in der westlichen Bucht und den Livingstone Creek-Golfplatz.
In den vergangenen Jahren erweiterte sich die Stadt auf die bisher naturbelassene Halbinsel. Eine Straße führt über sie bis zu einem Leuchtturm an deren pittoresken Ende.

## Demographie
Der Zensus im Jahr 2021 ergab für die Kleinstadt eine Bevölkerung von 1260 Einwohnern, nachdem der Zensus im Jahr 2016 für die Gemeinde noch eine Bevölkerung von nur 1286 Einwohnern ergeben hatte. Die Bevölkerung hat damit im Vergleich zum letzten Zensus im Jahr 2016 entgegen dem Trend in der Provinz um 2,0 % abgenommen, während der Provinzdurchschnitt bei einer Bevölkerungszunahme von 5,8 % lag. Im letzten Zensuszeitraum von 2011 bis 2016 hatte die Bevölkerung noch unterdurchschnittlich um 0,5 % zugenommen, bei einer durchschnittlichen Bevölkerungszunahme von 4,6 % in der Provinz.
Im Rahmen des „Census 2021“ wurde für die Gemeinde ein Medianalter von 58,8 Jahren ermittelt. Das Medianalter der Provinz lag 2021 bei 41,6 Jahren. Das örtliche Durchschnittsalter lag bei 52,4 Jahren, bzw. bei 41,8 Jahren in der Provinz. Beim „Census 2016“ wurde für die Gemeinde noch ein Medianalter von 55,8 Jahren ermittelt und für die Provinz von 41,3 Jahren, sowie ein örtliches Durchschnittsalter von 51,4 Jahren bzw. von 41,0 Jahren in der Provinz.